# Лукашовка (Шаргородский район)
Лукашовка (укр. Лукашівка) — посёлок, входит в Шаргородский район Винницкой области Украины.
Население по переписи 2001 года составляло 25 человек. Почтовый индекс — 23508. Телефонный код — 4344. Занимает площадь 0,252 км². Код КОАТУУ — 525380505.

## Местный совет
23507, Вінницька обл., Шаргородський р-н, с. Гибалівка, вул. Молодіжна, 4